# 班戈士小煤炱
班戈士小煤炱（学名：Meliola burgosensis）是属于小煤炱目小煤炱科小煤炱属的一种真菌，寄生在羊蹄甲属植物上。该种分布于中国、菲律宾。